# Ненси Картрајт
Ненси Кемпел Картрајт (енгл. Nancy Campbell Cartwright; рођена 25. октобра 1957. године) је америчка глумица. Позната је по томе што даје глас Барту Симпсону, Нелсону Манцу, Ралфу Вигаму и Кернију из серије Симпсонови.